# Tobias Pfanner
Tobias Pfanner (* 15. März 1641 in Augsburg; † 23. November 1716 in Gotha) war ein deutscher Jurist, Historiker und Archivar.

## Leben
Tobias Pfanner war der Sohn eines gräflich-öttingischen Rats zu Augsburg. Seine wissenschaftliche Bildung verdankte er dem Gymnasium zu St. Anna in Augsburg und den Universitäten Altdorf (1658) und Jena (1662 immatrikuliert). Ehe er die letztgenannte Hochschule bezog, hatte er sich einige Jahre in Gotha aufgehalten. Dorthin begab er sich nach dem Abschluss seiner universitären Ausbildung und wurde Hofmeister einiger junger Adliger der Familien von Riedesel und von Wangenheim. Seine Kenntnisse in der Jurisprudenz und die Vermittlung einflussreicher Freunde verschafften ihm in Gotha eine Sekretärstelle bei der herzoglichen Kanzlei und dem dortigen Archiv. Zudem war er Erzieher der Prinzen Ernst und Johann Ernst von Sachsen-Gotha-Altenburg. 1680 wurde er Amtmann in Saalfeld und sechs Jahre später fürstlicher Rat des gesamten Ernestinischen Hauses. Von 1687 bis 1699 lebte er in Weimar. Dann kehrte er wieder nach Gotha zurück und erhielt dort mit dem Titel eines Hofrats die Stelle eines Archivars. Er starb am 23. November 1716 im Alter von 75 Jahren in Gotha.
Pfanner war ein Mann von gründlichen und vielseitigen Kenntnissen, so in Geschichte, Jurisprudenz und Theologie. Geprägt vom Reformwerk des Herzogs Ernst des Frommen zeigte er sich gegenüber dem Pietismus aufgeschlossen. Er führte eine ausgedehnte Korrespondenz, u. a. von 1700 bis 1702 mit dem pietistischen Theologen Gottfried Arnold. Durch zu große Geistesanstrengung nährte er jedoch den Keim tiefer Melancholie, die sich ansatzweise schon in seiner Jugend zeigte und an der er seither zeitlebens litt. Daraus wird erklärlich, wie er nach seinem eigenen Geständnis von inneren heftigen Anfechtungen geplagt wurde. Wegen seiner umfassenden historischen Kenntnisse, die ihm ein sehr gutes Gedächtnis bewahrte, wurde er das lebende Archiv des sächsischen Hauses genannt. Er machte sich bekannt durch seine Historia Pacis Westphalicae (1679; 3. Auflage Gotha 1697) und durch die Historia Comitiorum an. 1652–1654 (Weimar 1694; neue Auflage Frankfurt 1698). Ferner verfasste er theologische und asketische Schriften, so u. a.:
- Systema theologiae gentilis purioris, 1679
- De Charismatibus seu miraculosis antiquae ecclesiae donis, Frankfurt und Gotha 1680
- De Catechumenis antiquae ecclesiae, Frankfurt 1688
- Amoenitates S. Scripturae a patribus explicatae, Bd. 1 Jena 1694; Bd. 2 Weimar 1695